# Fernand de Montigny
Fernand Alphonse Marie Frédéric de Montigny (Antwerpen, 1885. január 5. – Antwerpen, 1974. január 2.) olimpiai bajnok belga tőr- és párbajtőrvívó, olimpiai bronzérmes gyeplabdázó, építész.